# Nokia 6136
Il Nokia 6136 è un telefono cellulare prodotto dall'azienda finlandese Nokia e messo in commercio nel 2006.

## Caratteristiche
- Dimensioni: 92 x 48 x 20 mm
- Massa: 112 g
- Risoluzione display interno: 128 x 160 pixel a 262 144 colori
- Risoluzione display esterno: 96 x 65 pixel a 65 000 colori
- Durata batteria in conversazione: 3.5 ore
- Durata batteria in standby: 240 ore (10 giorni)
- Fotocamera: 1.3 megapixel
- Memoria: 32 MB espandibile con MicroSD
- Infrarossi e USB

## Kit d'acquisto
- Batteria
- Manuale
- Caricabatteria
- Auricolare